# EHF Liga prvaka 2003./04.
Ovo je 44. izdanje elitnog europskog klupskog rukometnog natjecanja. Format je promijenjen. Nakon kvalifikacija, 32 momčadi raspoređene u osam skupina igraju turnir, a nakon čega prve dvije momčadi iz svake skupine igraju osminu završnice (runda 16), četvrtzavršnicu, poluzavršnicu i završnicu. Hrvatski predstavnik RK Zagreb ispao je u četvrtzavršnici od SG Flensburg-Handewitta (27:30, 26:28).

## Turnir

### Poluzavršnica
- Ciudad Real -  Celje 35:36, 32:34
- SG Flensburg-Handewitt -  SC Magdeburg 30:20, 26:36

### Završnica
- Celje -  SG Flensburg-Handewitt 34:28, 28:30

- europski prvak:  Celje (prvi naslov)

## Vanjske poveznice
- Opširnije